# 雅克·魯維耶
雅克·魯維耶（法語：Jacques Rouvier，1947年1月18日—），法國鋼琴家。
雅克·魯維耶出生于法国馬賽，曾就讀巴黎音樂學院，师从弗拉多·佩勒米泰、讓·博、皮埃爾·桑康等人，在校分别贏得过鋼琴表演（1965年）及室內樂（1967年）的第一名。
1967年，雅克·魯維耶在維奧蒂國際音樂比賽的意大利韋爾切利站、西班牙巴塞羅那站分別奪冠。1971年，他在法國巴黎举行的玛格丽特·朗音乐比賽中奪得第三名。
雅克·魯維耶28歲起担任巴黎音樂學院教師，指导过的著名學生包括：埃萊娜·格里莫、阿尔卡季·阿尔卡季耶维奇·沃洛多斯、大卫·弗莱、卡塔琳娜·特罗伊特勒等等。

## 外部連結
- 雅克·魯維耶在互联网电影资料库（IMDb）上的資料（英文）